# Восточный (Каневской район)
Восточный — хутор в Каневском районе Краснодарского края.
Входит в состав Новоминского сельского поселения. Расположен на реке Албаши.

## Население
| 2002 | 2010 |
| ---- | ---- |
| 8    | ↗17  |